# Férfi kenu egyes 1000 méter az 1948. évi nyári olimpiai játékokon
Az 1948. évi nyári olimpiai játékokon a kajak-kenu férfi kenu egyes 1000 méteres versenyszámát augusztus 12-én rendezték Henley-i-ben.

## Eredmények
Az időeredmények másodpercben értendők. A rövidítések jelentése a következő:
- DNS: nem indult a futamon

### Döntő
| Helyezés | Név               | Nemzet                 | Idő    | Mj |
| -------- | ----------------- | ---------------------- | ------ | -- |
| Arany    | Josef Holeček     | Csehszlovákia (TCH)    | 5:42,0 |    |
| Ezüst    | Douglas Bennett   | Kanada (CAN)           | 5:53,3 |    |
| Bronz    | Robert Boutigny   | Franciaország (FRA)    | 5:55,9 |    |
| 4.       | Ingemar Andersson | Svédország (SWE)       | 6:08,0 |    |
| 5.       | William Havens    | Egyesült Államok (USA) | 6:14,3 |    |
| 6.       | Harold Maidment   | Nagy-Britannia (GBR)   | 6:37,0 |    |
|          | Karl Molnar       | Ausztria (AUT)         | DNS    |    |